# Condado de Litchfield
El condado de Litchfield está localizado en el oeste del estado de Connecticut. Según el censo realizado en el año 2000 la población de este estado era de 182 193. En este condado se encuentra el pueblo homónimo de Litchfield.
En Connecticut no existe gobierno legislativo ni ejecutivo al nivel de condado; sin embargo sí que existen juzgados de lo civil y lo penal a este nivel. Cada ciudad o pueblo es responsable de los servicios locales, como la educación, el servicio de bomberos, el departamento de policía... o incluso son responsables de quitar la nieve en invierno. En Connecticut, los pueblos y las ciudades deben ponerse de acuerdo para ofrecer servicios y para crear un servicio de educación regional.

## Localidades

### Ciudades
Torrington 

### Boroughs
Bantam | 
Litchfield 

### Pueblos
Barkhamsted | 
Bethlehem | 
Bridgewater | 
Canaan | 
Colebrook | 
Cornwall | 
Goshen | 
Harwinton | 
Kent | 
Litchfield | 
Morris | 
New Hartford | 
New Milford | 
Norfolk | 
North Canaan | 
Plymouth | 
Roxbury | 
Salisbury | 
Sharon | 
Thomaston | 
Warren | 
Washington | 
Watertown | 
Winchester | 
Woodbury 

### Lugares designados por el censo
Bethlehem Village | 
Falls Village | 
Lakeville | 
New Hartford Center |
New Milford |
New Preston | 
Norfolk |
Northwest Harwinton | 
Oakville | 
Sharon |
Terryville | 
Watertown | 
Winsted | 
Woodbury Center 

### Áreas no incorporadas
East Plymouth | 
Flanders | 
Gaylordsville | 
Hotchkissville | 
Lime Rock | 
Milton | 
Northfield | 
Pine Meadow | 
Riverton | 
Sharon Valley | 
South Kent | 
Torringford | 
West Goshen 